# Palmeras en la nieve
Palmeras en la nieve es una película española de 2015, dirigida por Fernando González Molina. La trama se divide en dos épocas: el presente, donde Clarence (Adriana Ugarte), una chica de Huesca, España, pretende descubrir el pasado de su tío Kilian (Mario Casas) durante su estancia en la Guinea Española; y el pasado, donde cuenta un amor prohibido entre Kilian (Mario Casas) y Bisila (Berta Vázquez), una mujer bubi. La trama escenifica las vidas bubi y burguesa durante los años en los que Guinea Ecuatorial era una provincia española  y después protectorado (Guinea española). Se estrenó el Día de Navidad de 2015.
Se trata de una adaptación cinematográfica de la novela homónima de Luz Gabás, publicada en 2012 que se convirtió en un best-seller nacional. Está protagonizada por Mario Casas, Berta Vázquez y Adriana Ugarte. Contó con un presupuesto de 10 millones de euros y se rodó en España, Colombia, Senegal y Gambia. Ganó dos Premios Goya, entre ellos a la Mejor Canción Original por la canción principal de la película, con el mismo título, compuesta por Pablo Alborán y Lucas Vidal, y el Premio a la Mejor Dirección Artística.
Al principio de la película los diálogos son en patués.

## Reparto
| Intérprete             | Personaje                 |
| ---------------------- | ------------------------- |
| Mario Casas            | Kilian                    |
| Berta Vázquez          | Bisila                    |
| Adriana Ugarte         | Clarence                  |
| Macarena García        | Julia                     |
| Alain Hernández        | Jacobo                    |
| Laia Costa             | Daniela                   |
| Emilio Gutiérrez Caba  | Antón                     |
| Joana Vilapuig         | Catalina                  |
| Pepa Aniorte           | Mariana                   |
| Tomás del Estal        | Emilio                    |
| Daniel Grao            | Manuel                    |
| Fernando Cayo          | Garuz                     |
| Ramón Agirre           | Padre Rafael              |
| Celso Bugallo          | Kilian (mayor)            |
| Petra Martínez         | Julia (mayor)             |
| Djedje Apali           | Iniko                     |
| Luis Callejo           | Gregorio                  |
| Michael Batista        | Laha                      |
| Boré Buika             | Gustavo                   |
| Malcolm Treviño-Sitté  | Atsu                      |
| Brigitte Emaga         | Sade                      |
| Kimbo                  | Ose                       |
| José Manuel Poga       | Marcial                   |
| Serge Happi            | Simón                     |
| Fanor Zapata           | Mosi                      |
| Lupe Cartié Roda       | Generosa                  |
| Mark Schardan          | Dick                      |
| Xabier Deive           | Pao                       |
| Mulie Jarju            | Umaru                     |
| Victoria Evita Ika     | Bisila                    |
| Dorotea Oko            | Sade                      |
| Bella Agossou          | Oba                       |
| Mingo Ruano            | Maximiano                 |
| Carmelo Alcántara      | Dámaso                    |
| Mariano Nguema         | Nelson                    |
| Humberto Riochi        | Oficial Ceremonia Noda    |
| Mortall Mbaye          | Bracer Carretera Pick-Up  |
| Billy Hayes            | Waldo                     |
| Malacks Mamah          | Hechicero                 |
| Leonarda María Nepi    | Anciana Boda Bisila       |
| Joche Rubio            | 'ernando Garuz            |
| Damián Ángel Mbo Alogo | Empleado Finca Sampaka    |
| Emilio Buale           | Militar Puerto            |
| Inyi Yadira Ocampo     | Mujer Cacotal             |
| Jefferson Quiñones     | Hombre Control Militar    |
| Diego Hernando Olaya   | Hombre Control Militar    |
| Jarlin Javier Martinez | Militar Discute y Dispara |
| Samir Ortiz            | Hijo de Sade              |
| José Luis Pallaruelo   | Cartero Pasolobino        |
| José María Mur         | Cura                      |
| Teresa Silleras        | Chica Casino 1            |
| Mar Pozo Lara          | Chica Casino 2            |
| Yamiley Mendoza        | Chica Casino 3            |
| Yeray Sora             | Cliente Colmado           |
| Núria Valls            | Vecina Pasolobino         |
| Toni Novella           | Vecino Pasolobino         |
| Armando Fernández      | Señor con Bigote          |
| Carmen Yanez           | Señora de Luto            |
| Diego Betancor         | Hombre Cortejo Fúnebre    |
| Sara Cabrera           | Mujer Cortejo Fúnebre     |
| PlayCacao              | Extra                     |
| Wenzel Gaspar          | Extra                     |
| Daniel Asencio         | Colono                    |
| Iriome del Toro        |                           |

## Premios y candidaturas
XXX edición de los Premios Goya
| Categoría                     | Candidatos                                              | Resultado |
| ----------------------------- | ------------------------------------------------------- | --------- |
| Mejor dirección artística     | Antón Laguna                                            | Ganador   |
| Mejor dirección de producción | Toni Novella                                            | Candidato |
| Mejor canción original        | Palmeras en la nieve Pablo Alborán Lucas Vidal          | Ganador   |
| Mejor diseño de vestuario     | Loles García Galeán                                     | Candidato |
| Mejor maquillaje y peluquería | Alicia López Karmele Soler Manolo García Pedro de Diego | Candidato |

66.ª edición de los Fotogramas de Plata
| Categoría                                  | Candidatos           | Resultado |
| ------------------------------------------ | -------------------- | --------- |
| Mejor Actor de Cine                        | Mario Casas          | Ganador   |
| Mejor Película Española según los lectores | Palmeras en la nieve | Ganadora  |

III edición de los Premios Feroz
| Categoría             | Candidatos  | Resultado |
| --------------------- | ----------- | --------- |
| Mejor música original | Lucas Vidal | Candidato |

71.ª edición de las Medallas del Círculo de Escritores Cinematográficos
| Categoría            | Candidatos        | Resultado |
| -------------------- | ----------------- | --------- |
| Mejor guion adaptado | Sergio G. Sánchez | Candidato |
| Mejor fotografía     | Xavi Giménez      | Candidato |

7.ª edición de los Premios Gaudí
| Categoría                | Candidatos                      | Resultado |
| ------------------------ | ------------------------------- | --------- |
| Mejores efectos visuales | Álex Villagrasa Raúl Romanillos | Candidato |
| Mejor fotografía         | Xavi Giménez                    | Candidato |
| Mejor vestuario          | Loles García Galeán             | Candidato |